# Залив Радуги
Зали́в Ра́дуги (лат. Sinus Iridum) — большой ударный кратер в северо-западной части лунного Моря Дождей, заполненный застывшей базальтовой лавой. Этот залив и окружающие его горы — одни из самых заметных и выразительных деталей лунного рельефа, доступных для любительских наблюдений. Его название ввёл итальянский астроном Джованни Баттиста Риччоли.

## Рельеф
На юго-востоке Залив Радуги сливается с Морем Дождей, а с севера и запада окаймлен полукольцом Юрских гор (остатки вала кратера). Концы этого горного хребта, выступая в Море Дождей, образуют мыс Лапласа и мыс Гераклида, ограничивающие залив на северо-востоке и юго-западе соответственно.
Селенографические координаты центра залива — 45°01′ с. ш. 31°40′ з. д. / 45,01° с. ш. 31,67° з. д., диаметр — около 250 км.

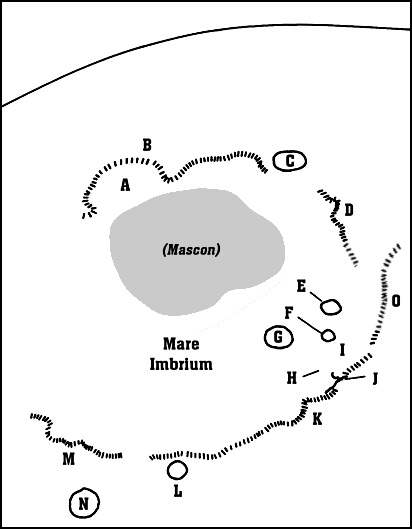
Карта Моря Дождей. Залив Радуги обозначен буквой «A».

## Кратеры
Залив Радуги не содержит крупных ударных кратеров. Среди многочисленных малых кратеров выделяются Гераклид E на юге, Лаплас A на восточном побережии и Бьянкини G на севере. Названия этих кратеров (кратеров-спутников) образованы по названию ближайшей крупной детали рельефа (в данном случае мыс Гераклида или Лапласа) с добавкой латинской буквы.

### Кратеры мыса Гераклида
| Гераклид | Координаты                                            | Диаметр |
| -------- | ----------------------------------------------------- | ------- |
| A        | 40°55′ с. ш. 34°16′ з. д. / 40,91° с. ш. 34,27° з. д. | 5 км    |
| E        | 43°01′ с. ш. 32°46′ з. д. / 43,01° с. ш. 32,76° з. д. | 4 км    |
| F        | 38°34′ с. ш. 33°43′ з. д. / 38,56° с. ш. 33,72° з. д. | 3 км    |

### Кратеры мыса Лапласа
| Лаплас | Координаты                                            | Диаметр |
| ------ | ----------------------------------------------------- | ------- |
| A      | 43°44′ с. ш. 26°56′ з. д. / 43,74° с. ш. 26,93° з. д. | 8 км    |
| B      | 51°21′ с. ш. 19°52′ з. д. / 51,35° с. ш. 19,86° з. д. | 5 км    |
| D      | 47°16′ с. ш. 25°35′ з. д. / 47,27° с. ш. 25,58° з. д. | 11 км   |
| E      | 50°20′ с. ш. 20°18′ з. д. / 50,33° с. ш. 20,3° з. д.  | 6 км    |
| F      | 45°33′ с. ш. 19°52′ з. д. / 45,55° с. ш. 19,86° з. д. | 6 км    |
| L      | 51°44′ с. ш. 21°04′ з. д. / 51,74° с. ш. 21,06° з. д. | 6 км    |
| M      | 52°13′ с. ш. 19°56′ з. д. / 52,22° с. ш. 19,93° з. д. | 5 км    |

## Места посадок космических аппаратов
- 7 ноября 1970 года к юго-западу от Залива Радуги, в точке с координатами 38°14'15" с.ш. 35°00’10" з.д., совершила посадку автоматическая станция «Луна-17», доставившая туда Луноход-1 — первый в мире планетоход, успешно работавший на поверхности другого небесного тела.
- 14 декабря 2013 года в 400 км. к востоку от него же, в точке с координатами 44.12° с. ш. 19.50° з. д., совершил посадку Чанъэ-3 — КА с первым китайским луноходом[3].